# アルバート・ケテルビー

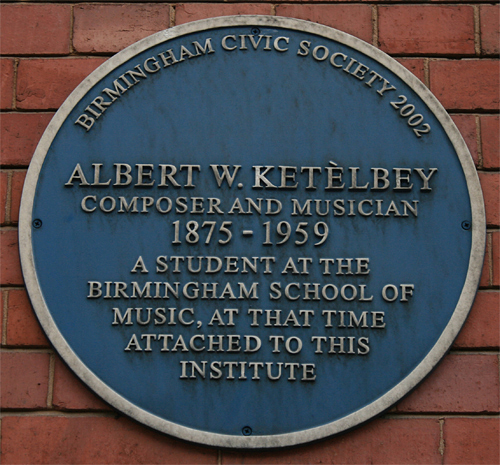
アルバート・ケテルビーのブルー・プラーク

アルバート・ウィリアム・ケテルビー（Albert William Ketèlbey, 1875年8月9日 - 1959年11月26日）は、イングランドの作曲家・指揮者・ピアニスト・音楽ディレクター。

## 生涯
バーミンガムの出身版画師であった父親ジョージ・ケテルビー（George Ketelbey、アクサン・グラーヴは付かない）と母親セイラ･アストン（Sarah Aston）との間に出生。
11歳でバーミンガム・アンド・ミッドランド・インスティテュート（現・王立バーミンガム音楽院）に入学し、Alfred Gaulに作曲を、H. W. Wareingに和声を教わった。13歳で初の本格的な作品「ピアノフォルテのためのソナタ」を作曲、伝記作家のTom McCannaは「早熟な作曲技術を示している」と評している。
ロンドンのトリニティ・カレッジ・オブ・ミュージックの奨学金に応募したところ、後に作曲家となるグスターヴ・ホルストが2位になるなど、全応募者の中で最も高い評価を得た。1889年に同大学に入学し、G・E・Bambridge （ピアノ）、G・Saunders（和声）、フレデリック・コーダー（作曲）、に師事した。
16歳でウィンブルドンのセント・ジョン教会のオルガン奏者に迎えられる。この頃、さまざまな楽器に習熟し、プロのオーケストラでもやっていける程の技量を身につける。
22歳で教会との契約期間が切れると、一転してヴォードヴィル劇場の音楽監督となり、軽音楽の編曲・指揮に才能を発揮し、ミュージカルは大衆受けし、『ラウル・クリフォード（Raul Clifford）』や『アントン・ヴォドリンスキ（Anton Vodorinski）』などのペンネームを使って初期の多作品を発表した。
その後、30歳を過ぎた頃には本格的な室内楽や協奏曲にも傾注するが出版までには至らず、むしろポピュラーな軽音楽作曲家として名を挙げ、それらの作品はサイレント映画での伴奏音楽やカフェあるいはボールルームでのムード音楽などとしてもてはやされ、放送局やレコード会社などの当時新しいメディアでの音楽ディレクターとして活躍した。
1912年（37歳）、軽く書いたつもりの『ファントム・メロディ』が大ヒットしてからは、『ペルシャの市場にて』に代表されるようなエキゾチックな描写音楽の方面での才能が期待され、作曲・演奏したレコードは売れ、コンサートも大いに受けた。その人気により、アムステルダムのコンセルトヘボウの客演指揮者としても招かれたこともあるが、本格的なクラシック音楽の作曲家としては、1980年代に『The New Grove Dictionary of Music and Musicians』の改訂版に彼の名が載るまで認められなかった。アラビアや東南アジアの民族音楽や日本の国歌「君が代」をモチーフとして用いるなど、オリエンタリズムに基づいた異国趣味的な作品を多く遺しており、クラシック入門者のファンは多い。特に日本では『ペルシャの市場にて』がホームミュージックの定番曲として突出した人気を誇るが、その他にも地名を冠した商品を集めたレコード、CDも何度か発売されている。
避暑地として有名なワイト島の自宅において、悠々自適の生活ののち、84歳で亡くなった。

## 主要作品一覧
- The Heart's Awakening （1908）
- ファントム・メロディ Mélodie fantôme（1912）
- 修道院の庭にて In a Monastery Garden （1915）
- 弦楽四重奏のための幻想曲 Phantasy for String Quartet （1915）
- 月の光に In the Moonlight （1919）
- ペルシャの市場にて In a Persian Market （1920）
ケテルビーの作品の中でも最も有名な曲の一つである。
- 牧場を渡る鐘 Bells Across The Meadow（1921）
- ロマンティックな組曲 Romantic Suite （1922）
- コクニー組曲 Cockney Suite （1924）
『楽しいハムステッド地区』 Appy 'Ampstead が含まれる。
- 序曲「チャル・ロマーノ」（ジプシーの少年）Chal Romano(Gypsy Lad) （1924）
- 心の奥深く Sanctuary Of The Hart （1924）
- 中国寺院の庭にてIn a Chinese Temple Garden （1925）
- 水青きハワイの海にてBy the Blue Hawaiian Waters （1927）
- 時計とドレスデン人形 The Clock And The Dresden Figures （1930）
- エジプトの秘境にて In the Mystic Land of Egypt （1931）
- 陽気なマスコットの踊り Dance of the Merry Mascots （1932）
- 日本の屏風から From a Japanese Screen（1934）
- イタリアのたそがれ Italian Twilight （1951）
- ジャングルドラム Jungle Drums
- Tangled Tunes
- ウェッジウッドの青 Wedgwood Blue
- ギャラントリー Gallantry

## 参考書籍・外部リンク
- アルバート・ケテルビーの楽譜 - 国際楽譜ライブラリープロジェクト
- Website dedicated to Albert Ketèlbey
- The Faber Companion to 20th Century Popular Music, Phil Hardy 2001
- Chambers Biographical Dictionary, Edinburgh 1990
- The Times, London 1908, 1915, 1922
- Birmingham City Council page about Ketèlbey
- downloadable and streaming recordings of In a Monastery Garden performed by the Peerless Orchestra and male chorus. From an Edison Phonograph recorded in 1921.